# Komplett graf
En komplett graf är i det matematiska området grafteori  en enkel graf där varje par av distinkta noder har en båge mellan sig. En komplett graf med {\displaystyle n} noder betecknas  {\displaystyle K_{n}}. 

## Egenskaper
Alla noder i en komplett graf har samma grad, {\displaystyle n-1}.
Grafen {\displaystyle K_{n}} kan ses som en representation av en {\displaystyle n-1}-simplex och är övre gräns för antal kopplingar i ett nätverk med {\displaystyle n} noder. Så att {\displaystyle K_{3}} representerar en triangel, {\displaystyle K_{4}} en tetraeder, osv.
Antalet bågar {\displaystyle B_{n}} i grafen {\displaystyle K_{n}} fås genom det enkla sambandet:
{\displaystyle B_{n}={n \choose 2}={\frac {n(n-1)}{2}}}
{\displaystyle K_{1}} till {\displaystyle K_{4}} är planära grafer, men {\displaystyle K_{5}} är inte planär, enligt Kuratowskis sats.

## Exempel
Nedan finns en tabell med {\displaystyle K_{1}} till {\displaystyle K_{8}} och deras bågantal:
| {\displaystyle K_{1}:0}  | {\displaystyle K_{2}:1}  | {\displaystyle K_{3}:3}  | {\displaystyle K_{4}:6}  |
| ------------------------ | ------------------------ | ------------------------ | ------------------------ |
|                          |                          |                          |                          |
| {\displaystyle K_{5}:10} | {\displaystyle K_{6}:15} | {\displaystyle K_{7}:21} | {\displaystyle K_{8}:28} |
|                          |                          |                          |                          |